# Кастру Алвис, Антониу ди
Антониу Фредерику ди Кастру Алвис (Курралинью, ныне Кастру-Алвис, штат Баия, 14 марта 1847 — Салвадор, Баия, 6 июля 1871) — бразильский поэт-романтик, известный своими аболиционистскими стихами.

## Биография
Сын врача Антониу Жозе Алвиса и Клелии Бразилии Кастро. Его мать умерла в 1859, когда ему было 12 лет. В 1862 пытался поступить на юридический факультет Университета Ресифи, но провалился на экзамене по геометрии. Тем не менее он посещал публичные лекции в университете и студенческие общества. Поступить в университет ему удалось лишь с третьей попытки, в 1864. В этот период он написал свои первые поэмы «Os Escravos» (Рабы) и «A Cachoeira de Paulo Afonso» (Водопад Паулу-Афонсу) и быстро приобрел популярность среди молодежи. Он был красивым, стройным, с большими живыми глазами, пышной шевелюрой и мощным голосом.
В 1866 умер его отец, а брат Жозе, страдавший меланхолией, покончил с собой, но Антониу не пал духом. Он занимался активной общественной деятельностью и вместе со своим другом Руем Барбозой основал аболиционистское общество. Тогда же он познакомился с португальской актрисой Эуженией Камара, которая стала его возлюбленной. В 1867 он вместе с ней вернулся в Баию, где написал драму «Гонзага». Она была поставлена в местном театре и имела шумный успех. С января по март 1868 Антониу с Эуженией находились в Рио-де-Жанейро, где он встречался с крупнейшими писателями того времени — Жозе де Аленкаром и Машаду де Ассисом, а затем переехали в Сан-Паулу, где он был зачислен на третий курс юрфака местного университета. И в этом городе поэт был окружен всеобщим поклонением, но в конце 1868 Эужения Камара рассталась с ним, что повергло его в глубокую печаль.
11 ноября 1868 во время охоты в окрестностях города Антониу был ранен случайным выстрелом в левую ногу, и её пришлось ампутировать из-за угрозы гангрены. Но ему сделали протез, и он смог ходить, хотя и с тростью. 1870 год он провел в родном штате Баия, пытаясь вылечиться от туберкулеза, который подхватил в Сан-Паулу. Тогда же он издал книгу «Espumas flutuantes» (Плавающая пена) — единственную опубликованную при жизни. Все остальные его книги были изданы посмертно.
Его поэзия сосредоточена главным образом на гуманистических и социальных темах. Он выступал против работорговли и за отмену рабства. Благодаря своей популярности, как поэта, он внес важный вклад в кампанию за принятие закона 1871 года, запретившего рабство для детей рабов. Писал также очерки на исторические темы. Был избран членом Бразильской академии литературы. Но все его попытки бороться с туберкулезом оказались тщетными, и он скончался в 1871 в г. Салвадор в возрасте 24 лет.
Посмертная слава Кастру Алвиса превзошла прижизненную. В 1900 году его именем был назван его родной город Курралинью, о нем написано множество книг, поставлено два фильма («Vendaval Maravilhoso», 1949, и «Castro Alves — Retrato Falado do Poeta», 1999), и он признан величайшим поэтом Бразилии.

## Произведения
- 1870 Espumas Flutuantes. (Плавающая пена)
- 1875 Gonzaga ou a Revolução de Minas. (Гонзага, или Революция в Минасе)
- 1876 Cachoeira de Paulo Afonso. (Водопад Паулу-Афонсу)
- 1880 Vozes D'África. (Голоса Африки)
- 1880 O Navio Negreiro. (Негритянский корабль)
- 1883 Os escravos. (Рабы)